# Caroline Hallisey
Caroline Hallisey, née le 24 septembre 1980 à Natick, est une patineuse de vitesse sur piste courte américaine.

## Biographie
Elle participe aux épreuves de patinage de vitesse sur piste courte aux Jeux olympiques de 2002. Elle participe aussi aux Jeux olympiques de 1998 et de 2006.